# 659
Cette page concerne l'année 659  du calendrier julien. Pour l'année 659 av. J.-C., voir 659 av. J.-C.
L'année 659 est une année commune qui commence un mardi.

## Événements
- Janvier : nouvel arbitrage à Edhroh pour désigner le calife. Il n'aboutit pas. Amr soutient Mu'awiyya, reconnu en Syrie puis en Égypte et Abou Moussa al-Achari, l'arbitre de Ali, est partisan d'une élection[1].
- 2 juin : Constant II associe ses fils Héraclius et Tibérios à l'empire d'Orient aux côtés de l'ainé Constantin Pogonat[2].
- Automne : traité de paix entre l'Empire byzantin et les Arabes de Mu'awiyya, qui se reconnaissent tributaire de l'empire[3].

- Aldegonde  se retire à Maubeuge où elle fonde le cloître mixte de Maubeuge achevé en 661[4].
- Saint Léger devient évêque d’Autun[5].

## Décès en 659
- 17 mars : Gertrude de Nivelles.
- 1er octobre : Bavon de Gand.